# Castillo de Lara de los Infantes
El castillo de Lara es una fortificación en ruinas de la localidad española de Lara de los Infantes, en la provincia de Burgos.

## Descripción
El castillo se encuentra en la localidad burgalesa de Lara de los Infantes, perteneciente al término municipal de Jurisdicción de Lara, en Castilla y León. Entre sus muros habría nacido, en torno al año 910, Fernán González, futuro conde de Castilla. En 1517 pasó a manos de Jofre  de Cotannes.
Las ruinas habrían quedado protegidas de forma genérica el 22 de abril de 1949, mediante un decreto publicado el 5 de mayo de ese mismo año en el Boletín Oficial del Estado con la rúbrica del jefe del estado Francisco Franco y del ministro de Educación Nacional José Ibáñez Martín, que sostenía que «Todos los castillos de España, cualquiera que sea su estado de ruina, quedan bajo la protección del Estado». En la actualidad contarían con el estatus de bien de interés cultural.